# Urzanico
Urzanico es un despoblado que actualmente forma parte del concejo de Añes, que está situado en el municipio de Ayala, en la provincia de Álava, País Vasco (España).

## Historia
Documentado desde 864 (Cartulario de San Millán de la Cogolla), se desconoce cuándo se despobló. 
Actualmente sus tierras son conocidas con el topónimo de Orzaniko.